# Tragédia de Armero
A tragédia de Armero (em castelhano:  Tragedia de Armero [tɾaˈxeðja ðe aɾˈmeɾo]) ocorreu após a erupção do estratovulcão Nevado del Ruiz em Tolima, Colômbia, em 13 de novembro de 1985. Após 69 anos de dormência, a erupção do vulcão pegou as cidades próximas sem aviso, embora o governo tenha recebido alertas. À medida que fluxos piroclásticos irromperam da cratera do vulcão, eles derreteram as geleiras da montanha, enviando quatro lahars enormes (fluxos de lama, deslizamentos de terra e fluxos de detritos induzidos vulcanicamente) por suas encostas a 50 km/h. Os lahars ganharam velocidade em ravinas e engolfaram a cidade de Armero, matando mais de 20 mil de seus quase 29 mil habitantes. Vítimas em outras cidades, particularmente em Chinchiná, elevaram o número total de mortos para 23 mil. Imagens e fotografias de Omayra Sánchez, uma jovem vítima da tragédia, foram publicadas em todo o mundo. Outras fotos dos lahars e do impacto do desastre chamaram a atenção em todo o mundo e geraram polêmica sobre o grau de responsabilidade do governo colombiano pelo desastre. Uma faixa em um funeral em massa em Ibagué dizia: "O vulcão não matou 22 mil pessoas. O governo os matou."
Os esforços de socorro foram prejudicados pela composição da lama, que tornava quase impossível mover-se sem ficar preso. Quando os trabalhadores humanitários chegaram a Armero, doze horas após a erupção, muitas das vítimas com ferimentos graves estavam mortas. Os trabalhadores humanitários ficaram horrorizados com a paisagem de árvores caídas, corpos humanos desfigurados e pilhas de destroços de casas inteiras. Este foi o segundo desastre vulcânico mais mortal do século XX, superado apenas pela erupção do Monte Pelée em 1902 e é o quarto evento vulcânico mais mortal registrado desde o ano 1500. O evento foi uma catástrofe previsível exacerbada pelo desconhecimento da população da história destrutiva do vulcão; geólogos e outros especialistas alertaram as autoridades e meios de comunicação sobre o perigo nas semanas e dias que antecederam a erupção. Mapas de perigo para a vizinhança foram preparados, mas mal distribuídos. No dia da erupção, várias tentativas de evacuação foram feitas, mas uma forte tempestade restringiu as comunicações. Muitas vítimas permaneceram em suas casas conforme as instruções, acreditando que a erupção havia terminado. O barulho da tempestade pode ter impedido muitos de ouvir os sons da erupção até que fosse tarde demais.
O Nevado del Ruiz entrou em erupção várias vezes desde o desastre e continua a ameaçar até 500 mil pessoas que vivem ao longo dos vales dos rios Combeima, Chinchiná, Coello-Toche e Guali. Um lahar (ou grupo de lahars) semelhante em tamanho ao evento de 1985 pode viajar até 100 km do vulcão e pode ser desencadeado por uma pequena erupção. Para conter essa ameaça, o governo colombiano criou um escritório especializado que promove a conscientização sobre ameaças naturais. O Serviço Geológico dos Estados Unidos também criou o Programa de Assistência a Desastres Vulcânicos e a Equipe de Assistência à Crise Vulcânica, que evacuou cerca de 75 mil pessoas da área ao redor do Monte Pinatubo antes de sua erupção em 1991. Em 1988, três anos após a erupção, o Dr. Stanley Williams da Universidade do Estado da Louisiana afirmou que, "com a possível exceção do Monte Santa Helena, no estado de Washington, nenhum outro vulcão no hemisfério ocidental está sendo observado de forma tão elaborada" como o Nevado del Ruiz. Muitas das cidades da Colômbia têm campanhas para aumentar a conscientização sobre programas de planejamento de desastres naturais que ajudaram a salvar vidas. Perto do Nevado del Ruiz em particular, os moradores começaram a desconfiar da atividade vulcânica: quando o vulcão entrou em erupção em 1989, mais de 2,3 mil pessoas que moravam ao redor foram evacuadas.

## Contexto

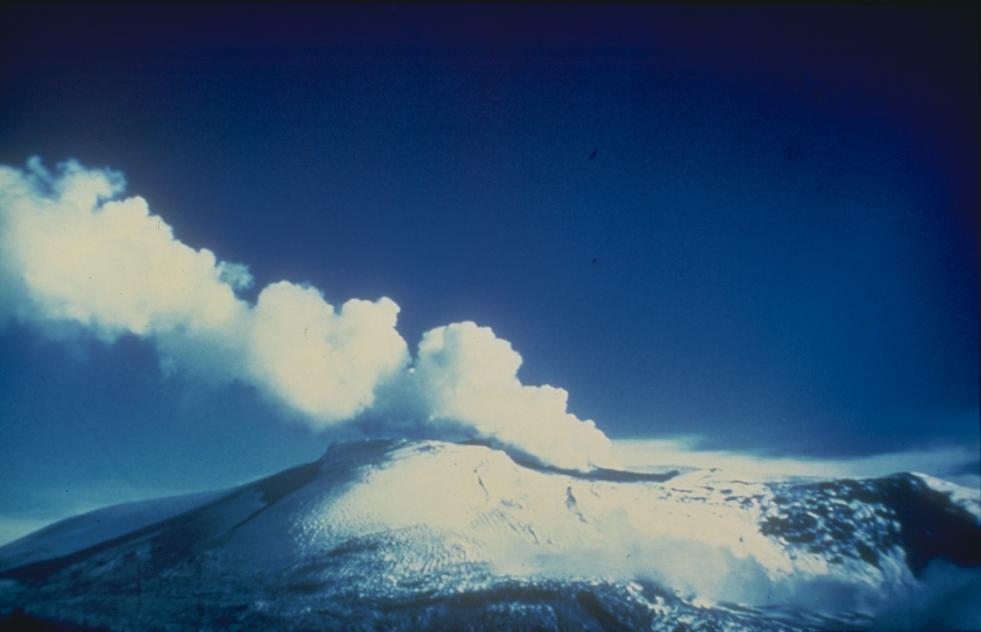
Nevado del Ruiz em 1985.

Armero está localizada a 48 km do vulcão Nevado del Ruiz e 169 km de Bogotá. Uma proeminente cidade agrícola antes da erupção, era responsável por cerca de um quinto da produção de arroz da Colômbia e por uma grande parte das safras de algodão, sorghum e café. Muito desse sucesso pode ser atribuído ao Nevado del Ruiz, já que o solo vulcânico fértil estimula a produção agrícola.
Construída em cima de um leque aluvial que hospedou lahars históricos, a cidade foi anteriormente destruída por uma erupção vulcânica em 1595 e por fluxos de lama em 1845. Na erupção de 1595, três erupções plinianas produziram lahars que ceifaram a vida de 636 pessoas. Durante o evento de 1845, mil pessoas foram mortas por fluxos de lama gerados pelo terremoto perto do rio Magdalena.
O Nevado del Ruiz passou por três períodos eruptivos distintos, o primeiro começando 1,8 milhão de anos atrás. Durante o período atual (começando 11 mil anos atrás), entrou em erupção pelo menos doze vezes, produzindo quedas de cinzas, fluxos piroclásticos e lahars. As erupções historicamente registradas envolveram principalmente uma erupção de ventilação central (na caldeira) seguida por uma erupção explosiva e, em seguida, a formação de lahars. A primeira erupção do Holoceno identificada no Ruiz foi por volta de 6660 a.C., e outras erupções ocorreram por volta de 1245 a.C., 850 a.C., 200 a.C. e em cerca de 350, 675, em 1350, 1541 (talvez), 1570, 1595, 1623, 1805, 1826, 1828 (talvez), 1829, 1831, 1833 (talvez), 1845, 1916, dezembro de 1984 a março de 1985, de 1987 a julho de 1991 e possivelmente em abril de 1994. Muitas dessas erupções envolveram uma erupção de ventilação central, uma erupção de ventilação de flanco e uma explosão freática (vapor). O Ruiz é o segundo vulcão mais ativo da Colômbia depois do Galeras.
Uma semana antes da erupção, ocorreu o cerco ao Palácio da Justiça. Os agressores (M-19 - um grupo terrorista e insurgente de vertente marxista) planejavam realizar um julgamento envolvendo o então presidente colombiano Belisario Betancur. Ele se recusou a participar e enviou o exército nacional para o prédio. Os agressores mantinham centenas de reféns, incluindo os 24 juízes da Suprema Corte e 20 outros juízes. Na batalha que se seguiu entre as duas forças, mais de 75 reféns morreram (incluindo 11 juízes). Este desastre, juntamente com a tragédia de Armero, estimulou o governo colombiano a prever e a se preparar para uma ampla gama de ameaças.

## Atividade de 1985

### Precursor

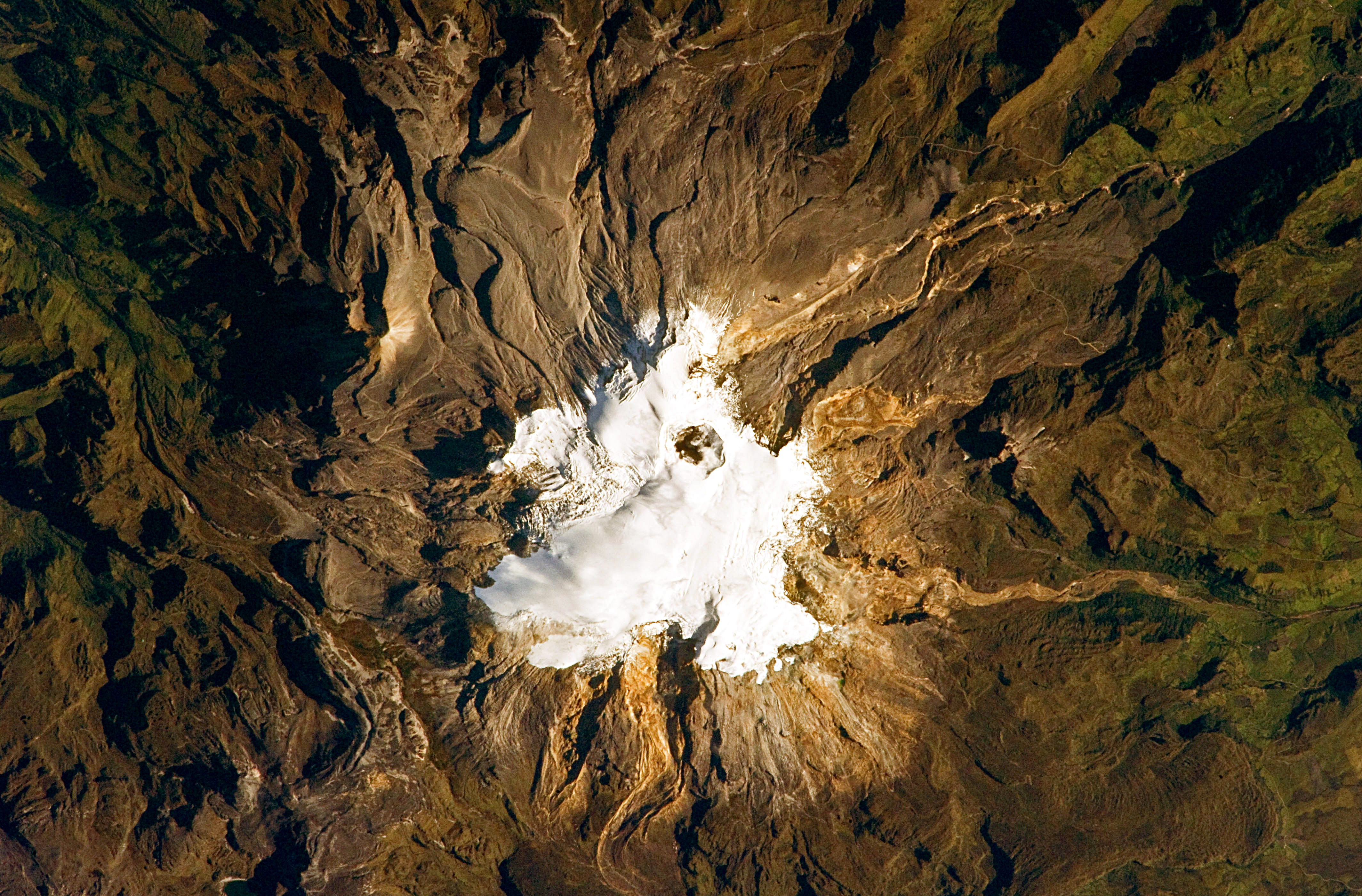
Nevado del Ruiz visto do espaço. As geleiras circundam a escura cratera Arenas

No final de 1984, geólogos notaram que a atividade sísmica na área havia começado a aumentar. O aumento da atividade da fumarola, a deposição de enxofre no cume do vulcão e erupções freáticas também alertaram os geólogos para a possibilidade de uma erupção. Os eventos freáticos, quando o magma ascendente encontra a água, continuaram até setembro de 1985 (um grande evento ocorreu em 11 de setembro de 1985), lançando vapor alto no ar. A atividade começou a declinar em outubro, provavelmente porque o novo magma havia terminado de ascender ao edifício vulcânico do Nevado del Ruiz.
Uma missão vulcanológica italiana analisou amostras de gás de fumarolas ao longo do chão da cratera Arenas e descobriu que eram uma mistura de dióxido de carbono e dióxido de enxofre, indicando uma liberação direta de magma no ambiente da superfície. Publicando um relatório para funcionários em 22 de outubro de 1985, os cientistas determinaram que o risco de lahars era anormalmente alto. Para se preparar para a erupção, o relatório forneceu várias técnicas simples de preparação às autoridades locais colombianas. Outra equipe deu sismógrafos às autoridades locais, mas nenhuma instrução sobre como operá-los.
A atividade vulcânica aumentou novamente em novembro de 1985, conforme o magma se aproximava da superfície. Quantidades crescentes de gases ricos em dióxido de enxofre e enxofre elementar começaram a aparecer no vulcão. O conteúdo de água dos gases das fumarolas diminuiu e as nascentes de água nas proximidades de Nevado del Ruiz ficaram enriquecidas com magnésio, cálcio e potássio, que vazaram do magma.
As temperaturas de equilíbrio termodinâmico, correspondentes à composição química dos gases descarregados, variaram de 200 °C a 600 °C; esta é uma medida da temperatura na qual os gases se equilibravam dentro do vulcão. A extensa desgaseificação do magma fez com que a pressão se acumulasse dentro do vulcão no espaço acima do magma, o que acabou resultando em uma erupção explosiva.

### Preparação e tentativa de evacuação

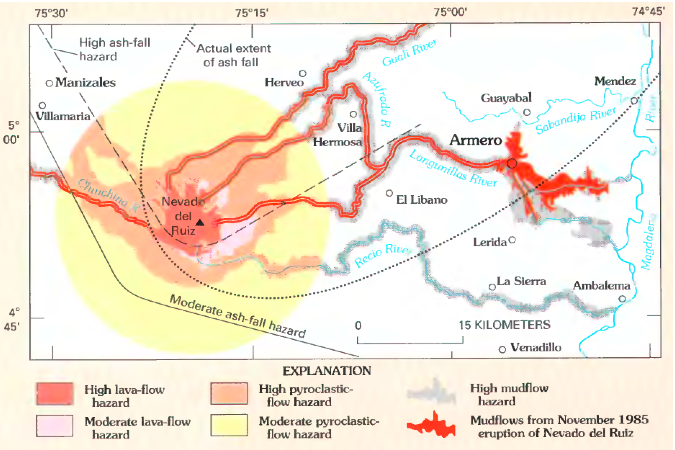
Um mapa recente preparado para a região do Nevado del Ruiz, mostrando todas as zonas de grande desastre afetadas pela erupção

Em setembro de 1985, quando terremotos e erupções freáticas sacudiram a área, as autoridades locais começaram a planejar uma evacuação. Em outubro, um mapa de risco foi finalizado para a área ao redor do Nevado del Ruiz. Este mapa destacou o perigo da queda de material - incluindo cinzas e rochas vulcânicas - perto de Murillo, Santa Isabel e Líbano, bem como a ameaça de lahars em Mariquita, Guayabal, Chinchiná e Armero.
O mapa foi mal distribuído para a população sob alto risco: muitos sobreviventes nunca tinham ouvido falar de tal mapa, embora vários dos principais jornais do país apresentassem versões dele. Henry Villegas do Instituto Colombiano de Mineração e Geologia afirmou que os mapas de perigo demonstravam claramente que Armero seria afetada pelos lahars, mas que o mapa "encontrou forte oposição de interesses econômicos". Ele acrescentou que, como o mapa não foi preparado muito antes da erupção, a produção em massa e a distribuição dele a tempo foi difícil.
Pelo menos um dos mapas de perigo publicados no proeminente jornal El Espectador de Bogotá incluía erros gritantes. Sem o dimensionamento gráfico adequado, não estava claro o quão grandes eram as zonas de perigo do mapa. Os lahars no mapa não tinham um ponto final distinto e a principal ameaça parecia vir de fluxos piroclásticos, não de fluxos de lama. Embora o mapa fosse colorido em azul, verde, vermelho e amarelo, não havia nenhuma chave para indicar o que cada cor representava, e Armero estava localizado na zona verde (o que poderia indicar a área como mais segura).
Outro mapa publicado pelo jornal El Tiempo trazia ilustrações que "davam uma percepção da topografia ao público não familiarizado com os mapas, permitindo relacionar as zonas de risco à paisagem." Apesar dessa apresentação voltada para o público, o mapa acabou sendo uma representação mais artística do risco do que puramente científica.
No dia da erupção, colunas de cinzas negras surgiram do vulcão aproximadamente às 15h no horário local. O diretor local da Defesa Civil foi prontamente alertado sobre a situação. Ele contatou o INGEOMINAS, que determinou que a área deveria ser evacuada; ele então foi instruído a entrar em contato com os diretores da Defesa Civil em Bogotá e Tolima. Entre 17h e 19h, as cinzas pararam de cair, e autoridades locais, incluindo o padre Augusto Osorio, instruíram as pessoas a "ficarem calmas" e entrarem. Por volta das 17h uma reunião do comitê de emergência foi convocada, e quando terminou às 19h, vários membros contataram a Cruz Vermelha regional sobre os esforços de evacuação planejados em Armero, Mariquita e Honda.
A Cruz Vermelha de Ibagué contatou os oficiais de Armero e ordenou uma evacuação, que não foi realizada devido a problemas elétricos causados por uma tempestade. A chuva forte e os trovões constantes podem ter superado o barulho do vulcão e, sem esforços sistemáticos de alerta, os residentes de Armero estavam completamente inconscientes da atividade contínua no Ruiz. Às 21h45, depois da erupção do vulcão, oficiais da defesa civil de Ibagué e Murillo tentaram avisar os oficiais de Armero, mas não conseguiram fazer contato. Mais tarde, eles ouviram conversas entre funcionários individuais de Armero e outros; famosamente, alguns ouviram o prefeito de Armero falando em um rádio amador, dizendo "que não achava que havia muito perigo", quando foi levado pelo lahar.

### Erupção

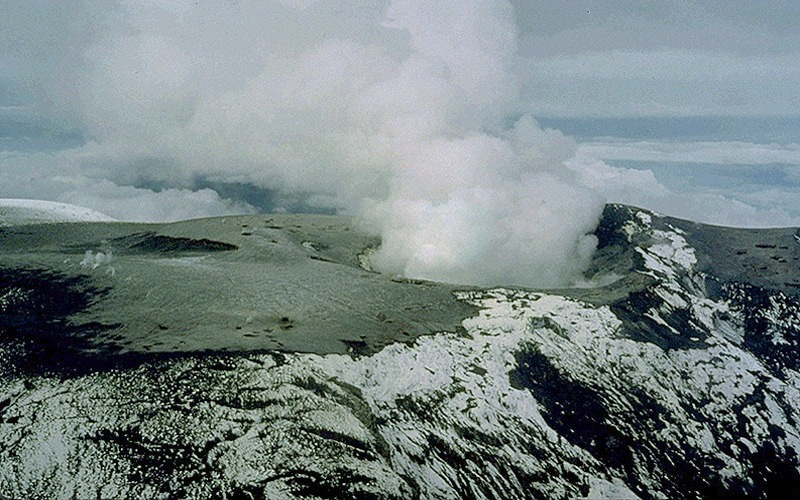
O cume do Nevado del Ruiz no final de novembro de 1985

Às 21h09, em 13 de novembro de 1985, o Nevado del Ruiz ejetou tefra dacítica por mais de 30 km para a atmosfera. A massa total do material erupcionado (incluindo magma) foi de 35 milhões de toneladas métricas, apenas três por cento da quantidade que irrompeu do Monte Santa Helena em 1980. A erupção atingiu o nível 3 no Índice de Explosividade Vulcânica. A massa do dióxido de enxofre ejetado era de cerca de 700 mil toneladas métricas, ou cerca de dois por cento da massa do material sólido erupcionado, tornando a erupção excepcionalmente rica em enxofre.
A erupção produziu fluxos piroclásticos que derreteram as geleiras e a neve do cume, gerando quatro lahars grossos que correram pelos vales dos rios nos flancos do vulcão, destruindo um pequeno lago que estava na cratera de Arenas vários meses antes da erupção. A água nesses lagos vulcânicos tende a ser extremamente salgada e pode conter gases vulcânicos dissolvidos. A água quente e ácida do lago acelerou significativamente o derretimento do gelo, um efeito confirmado pelas grandes quantidades de sulfatos e cloretos encontrados no fluxo do lahar.
Os lahars, formados de água, gelo, pedra-pomes e outras rochas, incorporaram argila do solo em erosão enquanto viajavam pelos flancos do vulcão. Eles correram pelas encostas do vulcão a uma velocidade média de 60 km/h, desalojando rochas e destruindo a vegetação. Depois de descer milhares de metros pela lateral do vulcão, os lahars seguiram os seis vales fluviais que saíam do vulcão, onde cresceram quase quatro vezes o seu volume original. No rio Gualí, a lahar atingiu a largura máxima de 50 m.
Sobreviventes em Armero descreveram a noite como "tranquila". Cinzas vulcânicas caíram ao longo do dia, mas os residentes foram informados de que não havia nada com que se preocupar. No final da tarde, as cinzas começaram a cair novamente após um longo período de silêncio. As rádios locais informaram que os moradores deveriam manter a calma e ignorar o material. Um sobrevivente relatou ter ido ao corpo de bombeiros para ser informado de que as cinzas eram "nada".
Durante a noite, a energia elétrica foi desligada repentinamente e os rádios ficaram silenciosos. Pouco antes das 23h30, um enorme fluxo de água varreu Armero; era poderoso o suficiente para virar carros e pegar pessoas. Um rugido alto pôde ser ouvido da montanha, mas os residentes estavam em pânico com o que eles acreditavam ser uma enchente.

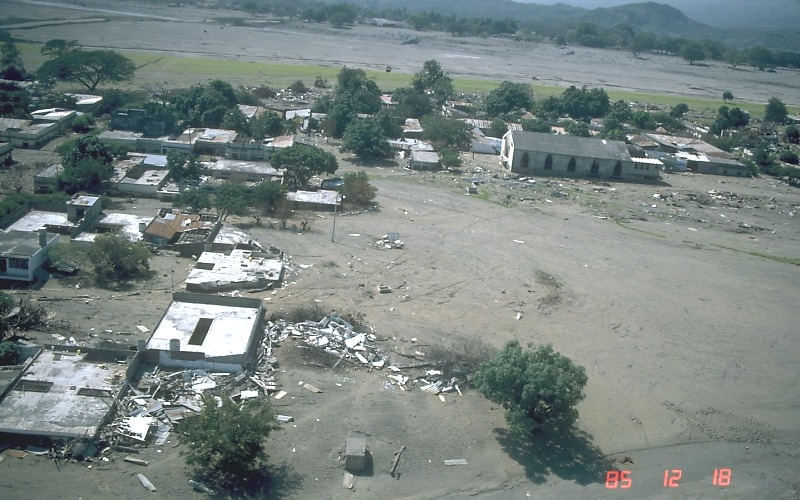
Armero após a erupção, dezembro de 1985

Às 23h30, o primeiro lahar atingiu a cidade, seguido logo pelos outros. Um dos lahars virtualmente apagou Armero do mapa; três quartos de seus 28,7 mil habitantes foram mortos. Prosseguindo em três ondas principais, este lahar foi de 30 m de profundidade, movido a 12 m/s e durou de dez a vinte minutos. Viajando a cerca de 6 m/s, o segundo lahar durou trinta minutos e foi seguido por ondas menores.
Uma terceira onda maior trouxe a duração do lahar para cerca de duas horas. Nesse ponto, 85% de Armero estava envolto em lama. Os sobreviventes descreveram pessoas segurando os destroços de suas casas na tentativa de permanecer acima da lama. Prédios desabaram, esmagando pessoas e fazendo chover escombros.
A frente da lahar continha rochas e paralelepípedos que teriam esmagado qualquer pessoa em seu caminho, enquanto as partes mais lentas eram pontilhadas por pedras finas e afiadas que causavam lacerações. A lama moveu-se para feridas abertas e outras partes abertas do corpo - os olhos, ouvidos e boca - e colocava pressão capaz de induzir asfixia traumática em um ou dois minutos sobre as pessoas ali enterradas. Martí e Ernst afirmam em seu trabalho Volcanoes and the Environment que acreditam que muitos dos sobreviventes dos lahars sucumbiram aos ferimentos ao ficarem presos ou contraíram hipotermia, embora esta última seja improvável, visto que os sobreviventes descreveram a água como quente.
Outro lahar, que desceu pelo vale do rio Chinchiná, matou cerca de 1,8 mil pessoas e destruiu 400 casas em Chinchiná. No total, mais de 23 mil pessoas foram mortas, cerca de 5 mil ficaram feridas e 5 mil casas em treze aldeias foram destruídas. Cerca de 230 mil pessoas foram afetadas, 11 mil hectares foram destruídos e havia quase 20 mil refugiados. A tragédia de Armero, como o evento veio a ser conhecido, foi o segundo desastre vulcânico mais mortal do século XX, superado apenas pela erupção do Monte Pelée em 1902 e é a quarta erupção vulcânica mais mortal registrada desde o ano 1500. É também o lahar mais mortal e o pior desastre natural da história da Colômbia.

### Impacto

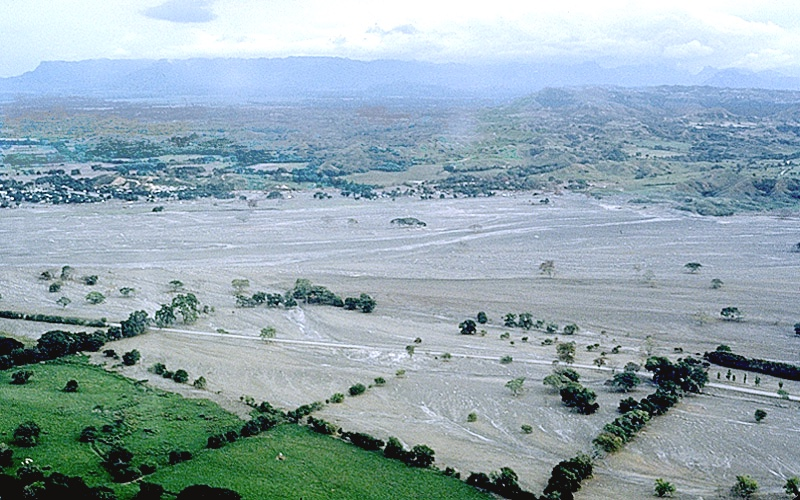
Armero estava localizada no centro desta fotografia, tirada no final de novembro de 1985

A perda de vidas foi exacerbada pela falta de um cronograma preciso para a erupção e pela relutância das autoridades locais em tomar medidas preventivas caras sem sinais claros de perigo iminente. Como sua última erupção substancial ocorrera 140 anos antes, em 1845, era difícil para muitos aceitar o perigo representado pelo vulcão; os locais até o chamavam de "Leão Adormecido".
Mapas de perigo mostrando que Armero seria completamente inundada após uma erupção foram distribuídos mais de um mês antes da erupção, mas o Congresso colombiano criticou as agências científicas e de defesa civil por "espalharem o medo". A erupção ocorreu no auge da guerra de guerrilha em Bogotá, capital da Colômbia, e por isso o governo e o exército estavam preocupados com outras questões no momento da erupção.

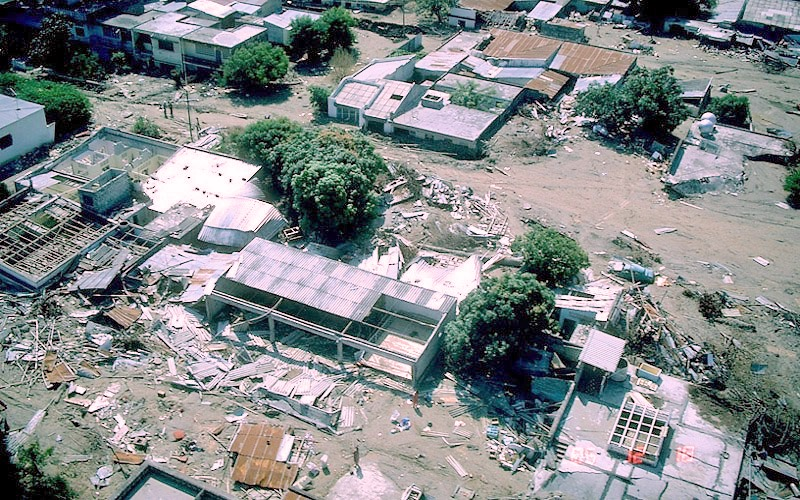
Apenas alguns prédios e estruturas permaneceram de pé depois que os fluxos de lama e detritos devastaram a cidade de Armero

No dia seguinte à erupção, os trabalhadores humanitários ficaram horrorizados com o impacto. Os lahars haviam deixado para trás uma massa cinzenta que cobria toda a cidade. Armero estava pontilhada de árvores quebradas e corpos humanos terrivelmente desfigurados. Detritos de cabanas e casas projetavam-se sob a lama cinzenta. Alguns sacos cheios de colheitas foram encontrados na lama. Os trabalhadores descreveram um cheiro acre de "corpos podres ... fumaça de lenha e vegetais em decomposição". Para o horror desses trabalhadores, que lutavam para iniciar os esforços de socorro, os sobreviventes soltavam gemidos de dor e agonia. Os danos foram avaliados em seis bilhões de dólares, uma quantia de aproximadamente um quinto do Produto Nacional Bruto da Colômbia em 1985.
À medida que a notícia da catástrofe se espalhava pelo mundo, as eleições presidenciais colombianas em andamento foram interrompidas e os guerrilheiros interromperam sua campanha "em vista da dolorosa tragédia que se abateu sobre nossa nação". Cinco centavos de cada ingresso dos jogos do campeonato nacional colombiano de futebol foram destinados aos esforços de socorro.
Os cientistas que mais tarde analisaram os dados do sismógrafo notaram que vários terremotos de longo período (que começam fortemente e depois morrem lentamente) ocorreram nas horas finais antes da erupção. O vulcanologista Bernard Chouet disse que "o vulcão gritava 'estou prestes a explodir'", mas os cientistas que estudavam o vulcão no momento da erupção não conseguiram ler o sinal.

## Esforços de ajuda
A erupção ocorreu dois meses após o terremoto da Cidade do México em 1985, limitando a quantidade de suprimentos que poderiam ser enviados para cada um dos desastres. Esforços foram organizados em Ibagué e Bogotá para Armero e em Cali para Chinchiná, onde as equipes médicas se reuniram. Estações improvisadas de triagem foram estabelecidas em Lerida, Guayabal e Mariquita, e logo foram sobrecarregadas com o grande número de vítimas. As vítimas restantes foram encaminhadas para os hospitais de Ibagué, pois as instituições locais já haviam sido destruídas ou estavam sob risco de novos lahars.

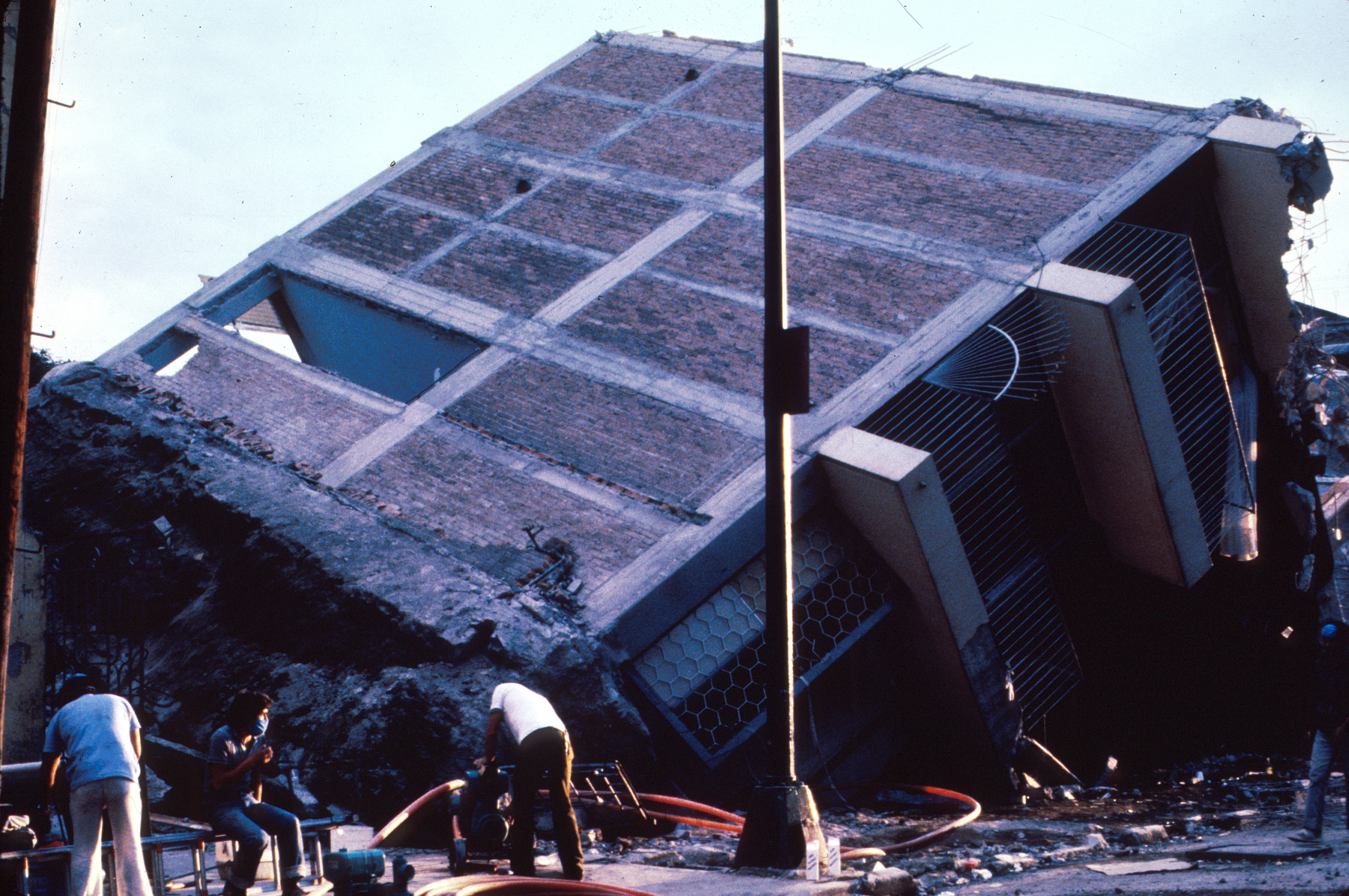
A tragédia de Armero ocorreu logo após o terremoto na Cidade do México em 1985, responsável pela destruição de edifícios como este

O governo dos Estados Unidos gastou mais de 1 milhão de dólares em ajuda (equivalente a 2,4 milhões de dólares atualmente) e o embaixador estadunidense na Colômbia, Charles S. Gillespie, Jr., doou 25 mil dólares iniciais para instituições colombianas de assistência a desastres (63 mil dólares atualmente). O Escritório de Assistência a Desastres Estrangeiros da Agência dos Estados Unidos para o Desenvolvimento Internacional (AID) enviou um membro do Serviço Geológico dos Estados Unidos (USGS), junto com um especialista em socorro em desastres da USAID e 12 helicópteros com apoio e pessoal médico do Panamá.
Posteriormente, os Estados Unidos enviaram aeronaves e suprimentos adicionais, incluindo 500 tendas, 2 250 cobertores e vários kits de conserto de barracas. Vinte e quatro outras nações contribuíram para o resgate e assistência aos sobreviventes. O Equador forneceu um hospital móvel e a Cruz Vermelha da Islândia enviou 4 650 dólares (11,7 mil dólares atualmente). A França enviou seus próprios suprimentos médicos com 1,3 mil tendas. O Japão enviou 1,25 milhão de dólares (cerca de 3,15 milhões de dólares atualmente), junto com oito médicos, enfermeiras e engenheiros, mais 50 mil dólares (cerca de 126 mil dólares atualmente) para as Nações Unidas para esforços de socorro Outros 50 mil dólares foram doados pelo Lions Clubs International.
Os esforços de resgate foram prejudicados pela lama mole que chegava a 4,6 m de profundidade em alguns lugares, tornando virtualmente impossível para alguém atravessá-la sem afundar. Para piorar a situação, a rodovia conectada a Armero e várias pontes dela haviam sido demolidas pelos lahars. Demorou doze horas para os primeiros sobreviventes serem resgatados, então aqueles com ferimentos graves, mas tratáveis, provavelmente morreram antes da chegada dos socorristas.
Como o hospital de Armero foi destruído na erupção, helicópteros transportaram os sobreviventes para hospitais próximos. Seis cidades locais montaram clínicas improvisadas de socorro de emergência, que consistem em áreas de tratamento e abrigos para os desabrigados. Para ajudar no tratamento, médicos e equipes de resgate vieram de todo o país. Dos 1 244 pacientes espalhados pelas clínicas, 150 morreram de infecção ou complicações associadas. Se antibióticos estivessem disponíveis e todas as lacerações tivessem sido bem limpas, muitas dessas pessoas poderiam ter sido salvas.
Em 20 de novembro de 1985, uma semana depois, os esforços de resgate começaram a cessar. Quase 4 mil trabalhadores de resgate ainda estavam procurando por sobreviventes, com pouca esperança de encontrar algum. Até então, o número oficial de mortos registrado era de 22 540 pessoas; contagens adicionais mostraram que 3,3 mil estavam desaparecidos, 20 mil sem-teto e 4 mil feridos. Saqueadores invadiram as ruínas e os sobreviventes enfrentaram a tifo e a febre amarela. Para a maioria dos trabalhadores humanitários, seu trabalho tinha acabado.
A erupção foi usada como exemplo de recuperação psiquiátrica após desastres naturais por Robert Desjarlais e Leon Eisenberg em seu trabalho World Mental Health: Problems and Priorities in Low Income Countries. Os autores estavam preocupados com o fato de que apenas o tratamento inicial para o trauma psicológico dos sobreviventes foi realizado. Um estudo mostrou que as vítimas da erupção sofriam de ansiedade e depressão, o que pode levar ao abuso de álcool, problemas conjugais e outros problemas sociais.
Rafael Ruiz, major do Exército que por um breve período serviu como prefeito provisório de Armero após o desastre, afirmou que havia sobreviventes que, devido ao trauma do evento, ficaram "nervosos", tiveram "pesadelos" e sofreram de "problemas emocionais". Acrescentou que os avanços alcançados até o Natal de 1985 foram consideráveis, mas que "ainda há um longo caminho a percorrer".

## Rescaldo

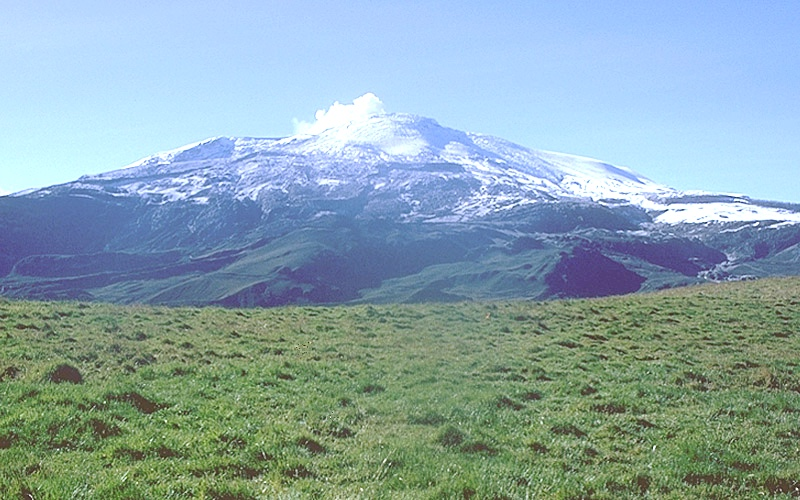
Nevado del Ruiz cerca de duas semanas após a erupção

A falta de preparação para o desastre contribuiu para o alto número de mortos. Armero foi construída em um leque aluvial que foi invadido por fluxos de lama; as autoridades haviam ignorado um mapa da zona de risco que mostrava os danos potenciais à cidade causados pelos lahars. Os moradores permaneceram dentro de suas casas para evitar a queda das cinzas, conforme as autoridades locais os instruíram a fazer, sem pensar que poderiam ser soterrados pelos fluxos de lama.
O desastre ganhou notoriedade internacional devido em parte a uma fotografia tirada pelo fotógrafo Frank Fournier de uma jovem chamada Omayra Sánchez, que ficou presa sob os escombros por três dias antes de morrer. Após a erupção, trabalhadores humanitários se reuniram em torno da garota, falando com ela e ouvindo suas respostas. Ela atraiu a atenção dos repórteres do local por causa de seu senso de dignidade e coragem e causou polêmica quando as pessoas se perguntaram por que os profissionais da mídia não a salvaram (o que era impossível sem equipamento).
Um apelo ao governo para que uma bomba diminuísse o nível de água ao seu redor ficou sem resposta e ela sucumbiu à gangrena e à hipotermia após 60 horas de prisão. Sua morte resumiu a natureza trágica do desastre de Armero - ela poderia ter sido salva se o governo tivesse respondido prontamente e abordado as preocupações sobre a potência do vulcão. A fotografia ganhou o prêmio World Press Photo of the Year por "captar o evento de maior importância jornalística".
Dois fotógrafos do Miami Herald ganharam o Prêmio Pulitzer por fotografar os efeitos do lahar. O Dr. Stanley Williams, da Universidade do Estado da Luisiana, disse que após a erupção, "com a possível exceção do Monte Santa Helena, no estado de Washington, nenhum outro vulcão no hemisfério ocidental está sendo observado de forma tão elaborada". Em resposta à erupção, a Equipe de Assistência a Crises de Vulcões do USGS foi formada em 1986, além do Programa de Assistência a Desastres de Vulcões. O vulcão entrou em erupção várias outras vezes entre 1985 e 1994.

### Críticas ao governo
As preocupações com a suposta negligência das autoridades locais para alertar os moradores sobre a ameaça do vulcão geraram polêmica. O prefeito de Armero, Ramon Rodriguez, e outras autoridades locais tentaram levar a erupção potencial do vulcão à atenção do governo colombiano, mas sem sucesso. Durante meses, Rodriguez apelou a vários funcionários, incluindo congressistas e o governador do departamento de Tolima. Rodriguez certa vez se referiu ao vulcão como uma "bomba-relógio" e disse aos repórteres que acreditava que uma erupção iria interromper a represa natural acima de Armero, resultando em inundações.
Apesar da persistência, apenas um deputado conseguiu indagar sobre a realidade da situação. Relatórios do Ministro das Minas, da Defesa e do Ministro das Obras Públicas da Colômbia “afirmam que o governo está ciente do risco do vulcão e está agindo para proteger a população”. A falta de responsabilidade pelo desastre levou os legisladores a fazerem campanha para que o governador de Tolima (Eduardo Alzate Garcia) renunciasse. Na mídia, pensamentos e questões semelhantes foram calorosamente debatidos. Uma das campanhas mais agressivas veio de um funeral em massa em Ibagué para as vítimas, alegando que "o vulcão não matou 22 mil pessoas. O governo os matou". O governo havia recebido alertas de organizações vulcanológicas para evacuar a área após a detecção de atividade vulcânica dois meses antes do desastre.

## Legado

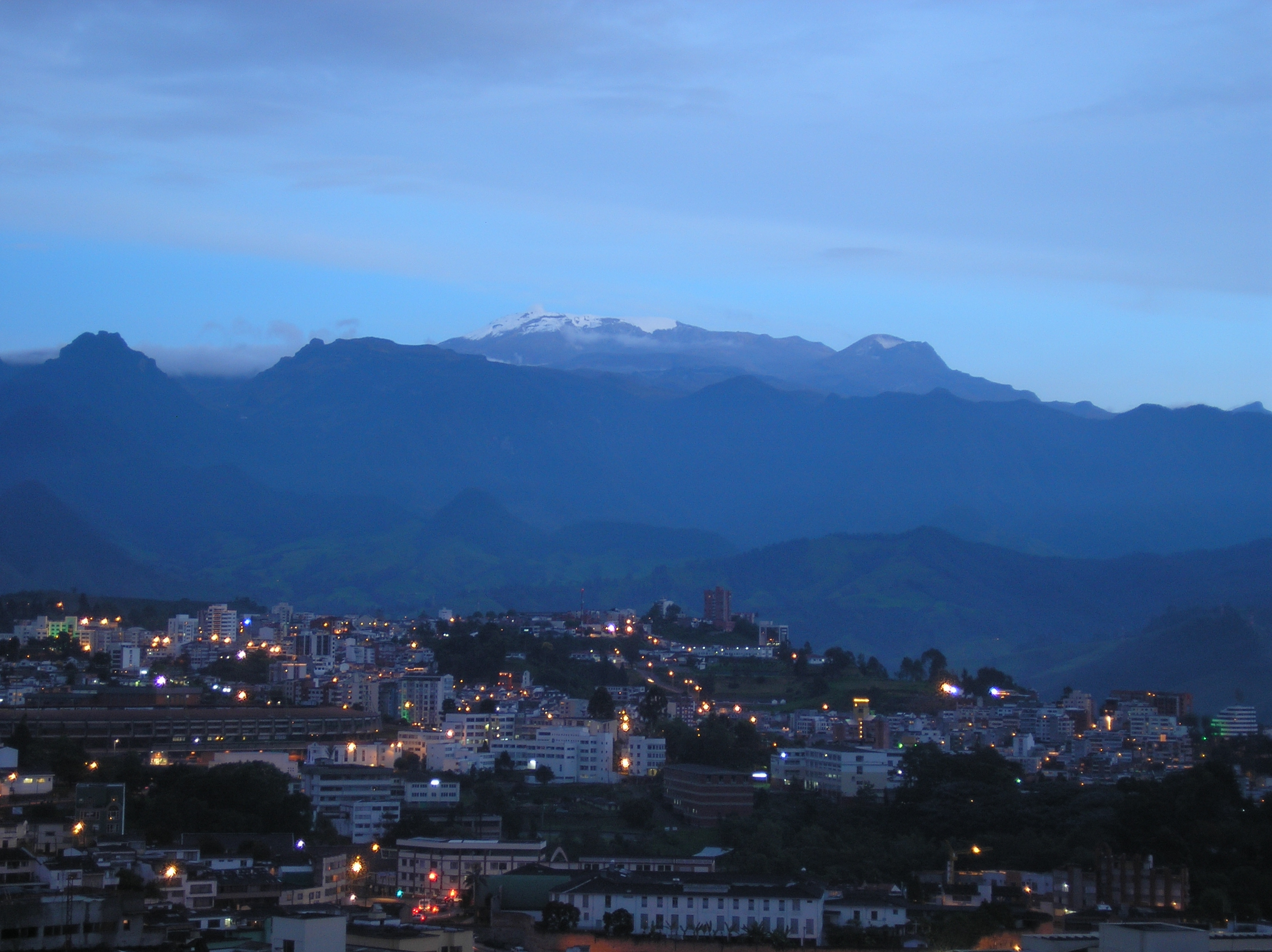
Nevado del Ruiz visto de Manizales, 2006

O vulcão continua a representar uma séria ameaça para as cidades e aldeias vizinhas. Das ameaças, aquela com maior potencial de perigo é a erupção de pequeno volume, que pode desestabilizar geleiras e desencadear lahars. Embora grande parte da massa glaciar do vulcão tenha recuado, um volume significativo de gelo ainda permanece no topo do Nevado del Ruiz e outros vulcões no maciço Ruiz – Tolima. O derretimento de apenas 10 por cento do gelo produziria lahars com um volume de até 200×106 m3 (7,1×109 cu ft) – semelhante ao lahar que destruiu Armero em 1985. Em poucas horas, esses lahars podem viajar até 100 km ao longo dos vales dos rios.
As estimativas mostram que até 500 mil pessoas que vivem nos vales Combeima, Chinchiná, Coello-Toche e Guali estão em risco, sendo que cerca de 100 mil delas estão em locais considerados de alto risco. Os lahars representam uma ameaça para as cidades vizinhas de Honda, Mariquita, Ambalema, Chinchiná, Herveo, Villa Hermosa, Salgar e La Dorada. Embora pequenas erupções sejam mais prováveis, a história eruptiva de dois milhões de anos do maciço Ruiz – Tolima inclui várias grandes erupções, indicando que a ameaça de uma grande erupção não pode ser ignorada. Uma grande erupção teria efeitos mais generalizados, incluindo o possível fechamento do aeroporto internacional de Bogotá devido à queda de cinzas.
Como a tragédia de Armero foi exacerbada pela falta de avisos antecipados, uso imprudente da terra e pelo despreparo das comunidades próximas, o governo colombiano criou um programa especial, a Oficina Nacional para la Atención de Desastres (Escritório Nacional de Preparação para Desastres), agora conhecido como Dirección de Prevención y Atención de Desastres (Direção de Prevenção e Preparação para Desastres) para evitar tais incidentes no futuro.
Todas as cidades colombianas foram orientadas a promover um planejamento de prevenção para mitigar as consequências dos desastres naturais e evacuações devido a riscos vulcânicos foram realizadas. Cerca de 2,3 mil pessoas que viviam ao longo de cinco rios próximos foram evacuadas quando o Nevado del Ruiz entrou em erupção novamente em 1989. Quando outro vulcão colombiano, o Nevado del Huila, entrou em erupção em abril de 2008, milhares de pessoas foram evacuadas porque os vulcanologistas temiam que a erupção pudesse ser outro "Nevado del Ruiz".
As lições da tragédia de Armero inspiraram um sistema de alerta de lahar para o Monte Rainier, que tem potencial semelhante para lahars. Armero nunca foi reconstruída após a tragédia. Em vez disso, os sobreviventes foram realocados para as cidades de Guayabal e Lérida, tornando Armero uma cidade-fantasma.

### Comemorações
Pouco menos de um ano depois, o Papa João Paulo II sobrevoou Armero e visitou os campos de refugiados de Lérida com o presidente colombiano Belisario Betancur. Ele falou sobre o desastre e declarou o local de Armero "terra sagrada". Embora muitas vítimas do desastre tenham sido homenageadas, Omayra Sánchez em particular foi imortalizada por poemas, romances e peças musicais. Uma obra (Adios, Omayra) de Eduardo Santa ilustrou os últimos dias de vida da menina e seu simbolismo da catástrofe. Os sobreviventes também foram homenageados no especial dramatizado para a televisão de Germán Santa María Barragán, intitulado "No Morirás". Grande parte do elenco era composto por vítimas da tragédia que compareceram ao elenco chamados para serem figurantes.

### Impacto cultural
Em 1994, foi lançada a série de televisão colombiana El Oasis, estrelada por Pedro Rendón e Shakira, que conta a história de um romance entre duas famílias sobreviventes da tragédia de Armero. Foi produzida pela Cenpro TV para o Canal A.
O filme colombiano de 1999 Soplo de vida (Sopro de vida), dirigido por Luis Ospina, conta a história no contexto da tragédia de Armero e em que os protagonistas são sobreviventes.
Em 21 de setembro de 2017 foi lançado Armero, um filme sobre a tragédia. Dirigido por Christian Mantilla, o filme conta a história dos acontecimentos ocorridos em novembro de 1985.